# FC SKAロストフ・ナ・ドヌ
FC SKAロストフ・ナ・ドヌ（ロシア語: ФК СКА Ростов-на-Дону）は、ロシア西部の都市ロストフ・ナ・ドヌにホームを置くサッカークラブである。

## 歴史
クラブは1937年8月27日にRODKA（РОДКА、1937年–1953年）として創設され、ODO（ОДО、1954年–1956年）、SKVO（СКВО、1957年–1959年）というクラブ名を経て、1960年に現在の名前に落ち着いた。
SKVOは1958年にソビエトリーグのクラスB（2部）に参加した。それ以前のチームは地域のトーナメントでプレーするだけだった。SKVOは1958年のクラスBでチャンピオンとなり、クラスA（1部）に昇格した。1973年までソビエトサッカーのトップレベルに留まり続け、1966年には準優勝、1959年、1960年、1963年、1964年には4位となった。
1970年代と1980年代のSKAはトップリーグとファーストリーグの間を何度も往復した。1973年の降格後、1974年、1976年から1978年、1982年から1983年、1986年から1989年の時期はファーストリーグ、1975年、1979年から1981年、1984年から1985年の時期はトップリーグでプレーした。ソビエトサッカーの最後の2年間（1990年と1991年）をSKAはセカンドリーグ（3部）で過ごした。
SKAはUSSRカップでも成功を収めた。1981年にトロフィーを勝ち取り、1969年と1971年にも決勝戦に進んだ。
新生ロシアとなってからは、SKAはもったらロシア・セカンドディビジョン（3部）に在籍した。わずかな例外として1994年のサードディビジョン（4部）、1998年のアマチュアフットボールリーグ（4部）への降格、2002年のファーストディビジョン（2部）への昇格がある。2002年のファーストディビジョンでSKAは17位となり1年で降格した。2006年のセカンドディビジョン南ゾーンでSKAは2位だったが、ディナモ・マハチカラ、FCヴォルガル＝ガスプロム・アストラハン、ラダ・トリアッチがライセンスを与えられずに降格したため、SKAはファーストディビジョンへの復帰が決まった。ファーストディビジョンでは2007年は17位、2008年は13位となった。2008年は降格圏の外だったにもかかわらず、資金難からファーストディビジョンへの参加を断念し、2009年は自主的にセカンドディビジョンに降格した。

## 歴代所属選手
- ユーリー・コフトゥン 1989-1990
- オレグ・ヴェレテンニコフ 1989-1990
- デニス・グルシャコフ 2006